# Corymbophanes
Corymbophanes – rodzaj słodkowodnych ryb sumokształtnych z rodziny zbrojnikowatych (Loricariidae). Spotykane w hodowlach akwariowych. Zaliczane do glonojadów.

## Występowanie
Gatunki endemiczne dopływów rzeki Essequibo w Gujanie.

## Klasyfikacja
Gatunki zaliczane do tego rodzaju:
- Corymbophanes andersoni
- Corymbophanes kaiei

Gatunkiem typowym jest Corymbophanes andersoni.
Jonathan Armbruster opracował klucz do identyfikacji gatunków.